# كريس روبرسون
كريس روبرسون (بالإنجليزية: Chris Roberson)‏ هو لاعب كرة قدم أمريكية أمريكي، ولد في 6 مارس 1983.

## وصلات خارجية
- كريس روبرسون على موقع مرجع كرة القدم المحترفة.كوم (الإنجليزية)
- كريس روبرسون على موقع JustSportsStats.com (الإنجليزية)